# Mauro Paoluzzi
Mauro Paoluzzi (Roma, 1º novembre 1949) è un compositore, arrangiatore, produttore discografico, batterista e chitarrista italiano.

## Biografia
Influenzato dal beat inizia a suonare la batteria nel complesso dei Four Kents; si trasferisce poi a Milano per sostituire per qualche mese Tony Cicco nella Formula 3, e nel 1971 entra come batterista nei Nuovi Angeli in sostituzione di Silvano Travenzollo.
Con i Nuovi Angeli Paoluzzi contribuirà al successo di canzoni quali Donna Felicità, Singapore e Anna da dimenticare; proprio grazie al complesso conosce Roberto Vecchioni, autore di molte canzoni incise dal gruppo, con cui inizia l'attività di session man ed in seguito di produttore discografico ed arrangiatore (a partire dall'album Ipertensione del 1975), iniziando anche a suonare la chitarra.
A causa di queste nuove attività decide di lasciare i Nuovi Angeli nel 1978, ed è sostituito da Valerio Liboni.
Come autore tra i suoi successi vi sono America per Gianna Nannini, Il cuore delle donne per Dori Ghezzi, Fermi per Mina, Cosa ti farei per Fiordaliso e A lei per Anna Oxa, che la presentò al festival di Sanremo 1985, oltre ad alcune canzoni scritte con Vecchioni ed incise dal cantautore.
Nel 1987 scrive le musiche per il film Renegade - Un osso troppo duro di E.B. Clucher.
Tra gli altri artisti con cui ha collaborato in varie occasioni vi sono Antonello Venditti, Franco Fanigliulo, Adamo, Mango, Mimmo Locasciulli, Gianna Nannini, Loredana Bertè, Renato Pareti, Scialpi, Bluvertigo.

## Le principali canzoni scritte da Mauro Paoluzzi
| Anno | Titolo                                           | Interprete        | Autori del testo                   | Autori della musica                |
| ---- | ------------------------------------------------ | ----------------- | ---------------------------------- | ---------------------------------- |
| 1979 | America                                          | Gianna Nannini    | Gianna Nannini                     | Mauro Paoluzzi                     |
| 1979 | Maracaibo                                        | Enrico Nascimbeni | Enrico Nascimbeni                  | Mauro Paoluzzi                     |
| 1980 | Verso il Mare                                    | Enrico Nascimbeni | Enrico Nascimbeni                  | Mauro Paoluzzi                     |
| 1980 | La città senza donne                             | Roberto Vecchioni | Roberto Vecchioni                  | Mauro Paoluzzi e Roberto Vecchioni |
| 1980 | L'anno che è venuto                              | Roberto Vecchioni | Roberto Vecchioni                  | Mauro Paoluzzi e Roberto Vecchioni |
| 1980 | Ratatam pum pum                                  | Franco Fanigliulo | Oscar Avogadro e Franco Fanigliulo | Mauro Paoluzzi                     |
| 1982 | Primadonna                                       | Gianna Nannini    | Gianna Nannini                     | Mauro Paoluzzi                     |
| 1982 | Wagon-Lits                                       | Gianna Nannini    | Gianna Nannini                     | Mauro Paoluzzi                     |
| 1982 | Latin Lover                                      | Gianna Nannini    | Gianna Nannini                     | Mauro Paoluzzi                     |
| 1983 | Non mi avrai                                     | Marcella          | Cheope                             | Mauro Paoluzzi                     |
| 1984 | Ahi ahi                                          | Marcella          | Cheope                             | Mauro Paoluzzi                     |
| 1985 | A lei                                            | Anna Oxa          | Roberto Vecchioni                  | Mauro Paoluzzi                     |
| 1985 | Francesca (Con i miei fiori)                     | Anna Oxa          | Roberto Vecchioni                  | Mauro Paoluzzi                     |
| 1985 | Perché sei come me                               | Anna Oxa          | Roberto Vecchioni                  | Mauro Paoluzzi                     |
| 1985 | Digli                                            | Anna Oxa          | Roberto Vecchioni                  | Mauro Paoluzzi                     |
| 1985 | Capelli d'argento                                | Anna Oxa          | Roberto Vecchioni                  | Mauro Paoluzzi                     |
| 1988 | Io con te                                        | Giorgia Fiorio    | Roberto Ferri                      | Mauro Paoluzzi                     |
| 1989 | Il cuore delle donne                             | Dori Ghezzi       | Oscar Avogadro e Roberto Ferri     | Mauro Paoluzzi                     |
| 1989 | Invece tu                                        | Dori Ghezzi       | Oscar Avogadro                     | Mauro Paoluzzi                     |
| 1989 | L'altra metà                                     | Dori Ghezzi       | Oscar Avogadro                     | Mauro Paoluzzi                     |
| 1989 | Atlantic bar                                     | Dori Ghezzi       | Oscar Avogadro                     | Mauro Paoluzzi                     |
| 1989 | Eppure l'attrazione                              | Dori Ghezzi       | Oscar Avogadro                     | Mauro Paoluzzi                     |
| 1989 | Che cielo vuoi                                   | Dori Ghezzi       | Oscar Avogadro                     | Mauro Paoluzzi                     |
| 1989 | Dietro l'ultimo rock                             | Dori Ghezzi       | Oscar Avogadro                     | Mauro Paoluzzi                     |
| 1990 | Buona giornata                                   | Ricchi e Poveri   | Depsa                              | Mauro Paoluzzi e Vittorio Cosma    |
| 1990 | Cosa ti farei                                    | Fiordaliso        | Franco Ciani                       | Mauro Paoluzzi                     |
| 1991 | È solo amore                                     | Andrea Mirò       | Vincenzo Incenzo                   | Mauro Paoluzzi e Luca Madonia      |
| 1991 | Notte di periferia                               | Paola De Mas      | Alberto Salerno                    | Mauro Paoluzzi                     |
| 1991 | Fermi                                            | Mina              | Samuele Cerri                      | Mauro Paoluzzi                     |
| 1993 | Mi manchi                                        | Loredana Bertè    | Loredana Bertè                     | Mauro Paoluzzi                     |
| 1993 | Viva la Svezia                                   | Loredana Bertè    | Loredana Bertè                     | Mauro Paoluzzi                     |
| 1993 | Suprema confusione                               | Lorella Cuccarini | Silvio Testi                       | Mauro Paoluzzi                     |
| 1994 | Sigfrido                                         | Riccardo Fogli    | Riccardo Fogli                     | Mauro Paoluzzi                     |
| 1995 | Conversazione con una triste signora blu         | Roberto Vecchioni | Roberto Vecchioni                  | Mauro Paoluzzi e Roberto Vecchioni |
| 1997 | La pelle dell'orso                               | Loredana Bertè    | Loredana Bertè                     | Mauro Paoluzzi                     |
| 1997 | Canto notturno (di un pastore errante dell'aria) | Roberto Vecchioni | Roberto Vecchioni                  | Mauro Paoluzzi e Roberto Vecchioni |
| 1997 | Compañeros                                       | Roberto Vecchioni | Roberto Vecchioni                  | Mauro Paoluzzi e Roberto Vecchioni |
| 1997 | Love Song                                        | Roberto Vecchioni | Roberto Vecchioni                  | Mauro Paoluzzi e Roberto Vecchioni |
| 1998 | Baby blu                                         | Patty Pravo       | Vincenzo Incenzo                   | Mauro Paoluzzi e Luca Madonia      |
| 1999 | Canzone per Alda Merini                          | Roberto Vecchioni | Roberto Vecchioni                  | Mauro Paoluzzi e Roberto Vecchioni |
| 2019 | La Differenza                                    | Gianna Nannini    | Nannini Pacifico                   | Mauro Paoluzzi Gianna Nannini      |

## Dischi prodotti da Mauro Paoluzzi
| Anno | Interprete        | Titolo                 | Casa discografica                |
| ---- | ----------------- | ---------------------- | -------------------------------- |
| 1974 | Madrugada         | Madrugada              | Philips                          |
| 1977 | Madrugada         | Incastro               | Philips                          |
| 1980 | Franco Fanigliulo | Ratatam pum pum        | Ascolto, ASC 20215               |
| 1990 | Mango             | Sirtaki                | Fonit Cetra                      |
| 1992 | Tomato            | Tomato                 | WEA Italiana 9031 77102-1        |
| 1993 | Loredana Bertè    | Ufficialmente dispersi | Columbia Records                 |
| 1995 | Bluvertigo        | Acidi e basi           | Mescal                           |
| 1998 | Patty Pravo       | Notti, guai e libertà  | Sony Music                       |
| 2000 | Christian         | Cuore in viaggio       | Sony Music                       |
| 2011 | Christian         | Cara mamma             | Triacorda                        |
| 2017 | Arianna Antinori  | Hostaria Cohen         | Hostaria Records / Warner Bros.  |
| 2020 | Deshedus          | Il Brigante            | Forward Music Italy Warner Bros. |

## Dischi arrangiati da Mauro Paoluzzi
| Anno | Interprete        | Titolo                                 | Casa discografica         |
| ---- | ----------------- | -------------------------------------- | ------------------------- |
| 1975 | Roberto Vecchioni | Ipertensione                           | Philips, 6323 040         |
| 1976 | Roberto Vecchioni | Elisir                                 | Philips, 6323 042         |
| 1977 | Roberto Vecchioni | Samarcanda                             | Philips, 6323 049         |
| 1978 | Roberto Vecchioni | Calabuig, stranamore e altri incidenti | Philips, 6323 062         |
| 1979 | Gianna Nannini    | California                             | Dischi Ricordi, SMRL 6254 |
| 1979 | Roberto Vecchioni | Robinson, come salvarsi la vita        | Ciao Records, 1000        |
| 1980 | Franco Fanigliulo | Ratatam pum pum                        | Ascolto, ASC 20215        |
| 1980 | Roberto Vecchioni | Montecristo                            | Philips, 6492 113         |
| 1982 | Roberto Vecchioni | Hollywood Hollywood                    | CGD, 20299                |
| 1984 | Roberto Vecchioni | Il grande sogno                        | CGD, 21212                |
| 1985 | Mango             | Australia                              | Fonit Cetra               |
| 1985 | Roberto Vecchioni | Bei tempi                              | CGD, 20477                |
| 1986 | Mango             | Odissea                                | Fonit Cetra               |
| 1986 | Roberto Vecchioni | Ippopotami                             | CGD, 45001                |
| 1987 | Mimmo Locasciulli | Clandestina                            | RCA Italiana, PL 71242    |
| 1987 | Mango             | Adesso                                 | Fonit Cetra               |
| 1989 | Roberto Vecchioni | Milady                                 | CGD, 20895                |
| 1990 | Mango             | Sirtaki                                | Fonit Cetra               |
| 1991 | Roberto Vecchioni | Per amore mio                          | EMI Italiana, 66 7953861  |
| 1993 | Loredana Bertè    | Ufficialmente dispersi                 | Columbia Records          |
| 1993 | Roberto Vecchioni | Blumùn                                 | EMI Italiana              |
| 1995 | Roberto Vecchioni | Il cielo capovolto                     | EMI Italiana              |
| 1997 | Loredana Bertè    | Un pettirosso da combattimento         | Sony Music                |
| 1997 | Roberto Vecchioni | El bandolero stanco                    | EMI Italiana              |
| 1998 | Patty Pravo       | Notti, guai e libertà                  | Sony Music                |
| 1999 | Roberto Vecchioni | Sogna ragazzo sogna                    | EMI Italiana              |
| 2000 | Roberto Vecchioni | Canzoni e cicogne                      | EMI Italiana              |
| 2002 | Roberto Vecchioni | Il lanciatore di coltelli              | EMI Italiana              |
| 2004 | Roberto Vecchioni | Rotary Club of Malindi                 | EMI Italiana              |
| 2007 | Patty Pravo       | Spero che ti piaccia...Pour toi...     | Kyrone                    |
| 2011 | Christian         | Cara mamma                             | Triacorda                 |

## Dischi in cui ha suonato Mauro Paoluzzi
- 1972: Saldi di fine stagione di Roberto Vecchioni
- 1973: L'uomo che si gioca il cielo a dadi di Roberto Vecchioni
- 1974: Stagione di passaggio di Renato Pareti
- 1975: Ipertensione di Roberto Vecchioni
- 1976: Elisir di Roberto Vecchioni
- 1977: Samarcanda di Roberto Vecchioni
- 1977: Il mio mestiere di Gino Paoli
- 1977: Pareti di Renato Pareti
- 1977: Mauro Pelosi di Mauro Pelosi
- 1978: Calabuig, stranamore e altri incidenti di Roberto Vecchioni
- 1979: California di Gianna Nannini
- 1979: Robinson, come salvarsi la vita di Roberto Vecchioni
- 1980: Ratatam pum pum di Franco Fanigliulo
- 1980: Montecristo di Roberto Vecchioni
- 1982: Latin Lover di Gianna Nannini
- 1982: Hollywood Hollywood di Roberto Vecchioni
- 1982: Sotto la pioggia di Antonello Venditti
- 1984: Il grande sogno di Roberto Vecchioni
- 1984: Fabio Concato di Fabio Concato
- 1985: Australia di Mango
- 1985: Bei tempi di Roberto Vecchioni
- 1985: Oxa di Anna Oxa
- 1986: Odissea di Mango
- 1986: Baci rossi di Nada
- 1986: Il fiume di Garbo
- 1986: Ippopotami di Roberto Vecchioni
- 1987: Adesso di Mango
- 1987: Clandestina di Mimmo Locasciulli
- 1989: Milady di Roberto Vecchioni
- 1991: Passioni e manie di Luca Madonia
- 1991: Per amore mio di Roberto Vecchioni
- 1992: Come l'acqua di Mango
- 1993: Ufficialmente dispersi di Loredana Bertè
- 1993: Bambolina di Luca Madonia
- 1993: Blumùn di Roberto Vecchioni
- 1994: Moto perpetuo di Luca Madonia
- 1997: Un pettirosso da combattimento di Loredana Bertè
- 1997: El bandolero stanco di Roberto Vecchioni
- 1998: Notti, guai e libertà di Patty Pravo
- 1999: Sogna ragazzo sogna di Roberto Vecchioni